# Лин, Майя
Майя Лин (Maya Lin, 5 октября 1959, Атенс, Огайо) — американский художник и архитектор, известна своими работами в области скульптуры и лэнд-арта. Её наиболее известная работа — Мемориал ветеранов войны во Вьетнаме в Вашингтоне.

## Биография
Майя Лин родилась 5 октября 1959 года в Атенсе, Огайо. Её родители эмигрировали в США в 1949 году и осели в Огайо в 1958 году. Её отец, Генри Хуан Лин, был керамистом и бывшим деканом Колледжа изобразительных искусств Университета Огайо, а её мать, Джулия Минг Лин, была профессором литературы в Университете Огайо. Среди её родственников — Линь Хуэйинь и революционер Линь Цзюэминь.
Лин училась в Йельском университете, где получила степень бакалавра искусств в 1981 году и степень магистра в 1986 году. Она была также удостоена почетной степени доктора Йельского университета, Гарвардского университета, Williams College, Smith College. Она состоит в браке с Даниелем Вольфом, нью-йоркским дилером фотографии. У них две дочери — Индия и Рейчел.
В 1981 году, в возрасте 21 года и будучи ещё студенткой, Лин выиграла открытый конкурс на дизайн Мемориала ветеранов войны во Вьетнаме, обойдя 1420 других участников. Черная гладкая каменная стена с именами 58 тыс. погибших солдат, вырезанной на её поверхности, была завершена в конце октября 1982 и открыта 13 ноября 1982.
Лин, которая владеет и управляет Студией Майи Лин в Нью-Йорке, является также автором Мемориала гражданских прав в Монтгомери, Алабама (1989) и Wave Field в Университете Мичигана (1995).
В 2000 году она согласилась участвовать как художник и архитектор в проекте «Confluence», серии инсталляций под открытым небом в исторических местах вдоль рек Columbia River и Snake River в штате Вашингтон. Это крупнейший и продолжительный проект, в котором она участвует.